# Ginástica rítmica nos Jogos Olímpicos de Verão de 2020 - Grupos
A competição de grupos da ginástica rítmica nos Jogos Olímpicos de Verão de 2020 ocorreu em 7 e 8 de agosto de 2021 no Centro de Ginástica de Ariake, em Tóquio. Um total de 48 ginastas de 12 Comitês Olímpicos Nacionais (CON) participaram do evento.
A equipe da Bulgária conquistou a medalha de ouro no evento pela primeira vez. Foi também a primeira vez que as russas deixaram de vencer o evento e de conquistar uma medalha de ouro na ginástica rítmica desde 1996.

## Qualificação
Para chegar às Olimpíadas, um Comitê Olímpico Nacional (CON) precisava garantir uma das 14 vagas por equipes, que foram alocadas por meio do Campeonato Mundial de 2018 (três melhores equipes) e do Campeonato Mundial de 2019 (cinco melhores equipes, excluindo as qualificadas em 2018), cinco por meio dos campeonatos continentais, além de uma vaga garantida para o Japão como país sede.
Rússia (ROC), Itália e Bulgária obtiveram a vaga através do mundial de 2018, enquanto Japão, Bielorrússia, Israel, China e Azerbaijão se classificaram através do mundial de 2019. Como o Japão já tinha a vaga assegurada, ela foi realocada para os Estados Unidos. As vagas por continente ficaram com o Egito (África), Uzbequistão (Ásia), Brasil (Américas), Ucrânia (Europa) e Austrália (Oceania)

## Formato
A competição consistiu de um fase qualificatória e uma final. As oito melhores equipes da qualificatória avançam para a fase final. Em cada rodada, as equipes realizam duas rotinas (uma com 5 bolas e outra com 3 arcos e 2 pares de maças), com as pontuações somadas para dar um total. As pontuações da qualificatória não são consideradas na final.

## Calendário
Horário local (UTC+9)
| Data        | Horário | Rodada       |
| ----------- | ------- | ------------ |
| 7 de agosto | 10:00   | Qualificação |
| 8 de agosto | 11:00   | Final        |

## Medalhistas
|  | BUL Bulgária                                                                    |  | ROC                                                                                          |  | ITA Itália                                                                             |
|  | Simona Dyankova Stefani Kiryakova Madlen Radukanova Laura Traets Erika Zafirova |  | Anastasia Bliznyuk Anastasia Maksimova Angelina Shkatova Anastasia Tatareva Alisa Tishchenko |  | Martina Centofanti Agnese Duranti Alessia Maurelli Daniela Mogurean Martina Santandrea |

## Resultados

### Qualificação
Disputada em 7 de agosto de 2021, as oito melhores equipes ao final das duas rotinas se classificaram para a final.
| Pos. | Equipe | 5      | 3 + 2  | Total  | Notas |
| ---- | --- | ------ | ------ | ------ | ----- |
| 1    | BUL Bulgária Simona Dyankova Stefani Kiryakova Madlen Radukanova Laura Traets Erika Zafirova                    | 47.500 | 44.300 | 91.800 | Q     |
| 2    | ROC Anastasia Bliznyuk Anastasia Maksimova Angelina Shkatova Anastasia Tatareva Alisa Tishchenko                | 45.750 | 43.300 | 89.050 | Q     |
| 3    | ITA Itália Martina Centofanti Agnese Duranti Alessia Maurelli Daniela Mogurean Martina Santandrea               | 44.600 | 42.550 | 87.150 | Q     |
| 4    | ISR Israel Ofir Dayan Yana Kramarenko Natalie Raits Yuliana Telegina Karin Vexman                               | 44.000 | 40.650 | 84.650 | Q     |
| 5    | CHN China Guo Qiqi Hao Ting Huang Zhangjiayang Liu Xin Xu Yanshu                                                | 41.600 | 42.000 | 83.600 | Q     |
| 6    | UKR Ucrânia Mariola Bodnarchuk Daryna Duda Yeva Meleshchuk Anastasiya Voznyak Mariia Vysochanska                | 41.450 | 41.250 | 82.700 | Q     |
| 7    | JPN Japão Rie Matsubara Sakura Noshitani Sayuri Sugimoto Ayuka Suzuki Nanami Takenaka                           | 40.400 | 39.325 | 79.725 | Q     |
| 8    | BLR Bielorrússia Hanna Haidukevich Anastasiya Malakanava Anastasiya Rybakova Arina Tsitsilina Karyna Yarmolenka | 36.000 | 43.650 | 79.650 | Q     |
| 9    | UZB Uzbequistão Kseniia Aleksandrova Kamola Irnazarova Dinara Ravshanbekova Sevara Safoeva Nilufar Shomuradova  | 42.100 | 36.900 | 79.000 | R1    |
| 10   | AZE Azerbaijão Laman Alimuradova Zeynab Hummatova Yelyzaveta Luzan Narmina Samadova Darya Sorokina              | 36.700 | 37.650 | 74.350 | R2    |
| 11   | USA Estados Unidos Isabelle Connor Camilla Feeley Lili Mizuno Elizaveta Pletneva Nicole Sladkov                 | 37.850 | 35.825 | 73.675 |       |
| 12   | BRA Brasil Maria Eduarda Arakaki Déborah Medrado Nicole Pircio Geovanna Santos Beatriz Silva                    | 35.450 | 37.800 | 73.250 |       |
| 13   | EGY Egito Login Elsasyed Polina Fouda Salma Saleh Malak Selim Tia Sobhy                                         | 36.300 | 33.050 | 69.350 |       |
| 14   | AUS Austrália Emily Abbot Alexandra Aristoteli Alannah Mathews Himeka Onoda Felicity White                      | 20.850 | 19.500 | 40.350 |       |

### Final
Disputada em 8 de agosto de 2021, as melhores equipes ao final das duas rotinas garantiram as medalhas.
| Pos.              | Equipe | 5      | 3 + 2  | Total  |
| ----------------- | --- | ------ | ------ | ------ |
| Medalha de ouro   | BUL Bulgária Simona Dyankova Stefani Kiryakova Madlen Radukanova Laura Traets Erika Zafirova                    | 47.550 | 44.550 | 92.100 |
| Medalha de prata  | ROC Anastasia Bliznyuk Anastasia Maksimova Angelina Shkatova Anastasia Tatareva Alisa Tishchenko                | 46.200 | 44.500 | 90.700 |
| Medalha de bronze | ITA Itália Martina Centofanti Agnese Duranti Alessia Maurelli Daniela Mogurean Martina Santandrea               | 44.850 | 42.850 | 87.700 |
| 4                 | CHN China Guo Qiqi Hao Ting Huang Zhangjiayang Liu Xin Xu Yanshu                                                | 42.150 | 42.400 | 84.550 |
| 5                 | BLR Bielorrússia Hanna Haidukevich Anastasiya Malakanava Anastasiya Rybakova Arina Tsitsilina Karyna Yarmolenka | 45.750 | 38.300 | 84.050 |
| 6                 | ISR Israel Ofir Dayan Yana Kramarenko Natalie Raits Yuliana Telegina Karin Vexman                               | 44.100 | 39.750 | 83.850 |
| 7                 | UKR Ucrânia Mariola Bodnarchuk Daryna Duda Yeva Meleshchuk Anastasiya Voznyak Mariia Vysochanska                | 40.350 | 37.250 | 77.600 |
| 8                 | JPN Japão Rie Matsubara Sakura Noshitani Sayuri Sugimoto Ayuka Suzuki Nanami Takenaka                           | 42.750 | 29.750 | 72.500 |